# Kirche von Anga
Die einschiffige Kirche von Anga (schwedisch Anga kyrka) auf Gotland scheint in der ersten Hälfte des 13. Jahrhunderts errichtet worden zu sein. Wahrscheinlich gab es zwischen dem Bau des Kirchenschiffs und des Turms eine Unterbrechung. Die Sakristei entstand erst zu Beginn des 19. Jahrhunderts, als seitlicher Anbau, an dem mit einer Apsis abschließenden Chor.

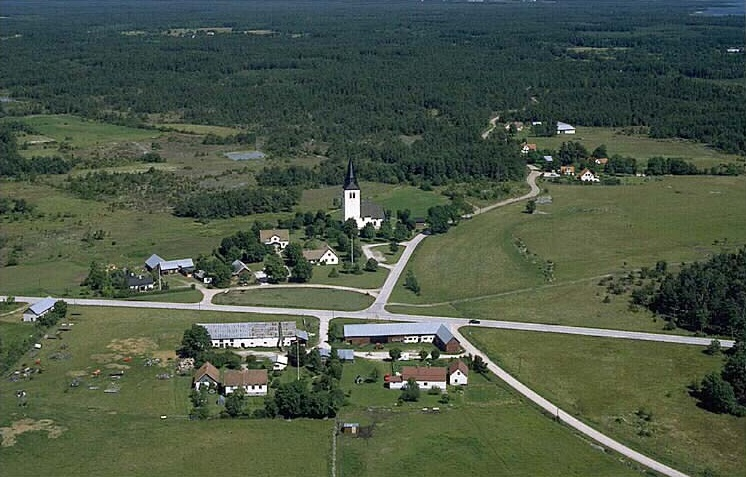
Kirche von Anga

## Lage
Die Kirche liegt im Osten Gotlands in der Nähe der Straße 146 von Ljugarn nach Slite, 30 km südöstlich von Visby, 26 km südlich von Slite, 15 km südöstlich von Roma und 16 km nördlich von Ljugarn.

## Kirchengebäude
Sieht man von der außerordentlich hohen Turmhaube ab, macht die Kirche den Eindruck, als gehöre sie zu den normalen romanischen Landkirchen auf Gotland. Es fallen jedoch die Proportionen des Kirchenschiffs auf, das im Verhältnis zu seiner Höhe sehr kurz ist. Es erscheint nur knapp so lang wie der Chor und kürzer als die Fassadenlänge des Turmes. Dies erklärt sich dadurch, dass das Langhaus im Inneren viel weiter nach Westen reicht und der Turm auf dem Kirchenschiff aufgesattelt ist. Seine östlichen Mauern ruhen, wie bei der Kirchenruine von Bara, auf der Mittelsäule und deren Gurtbögen.

Kirche von Anga
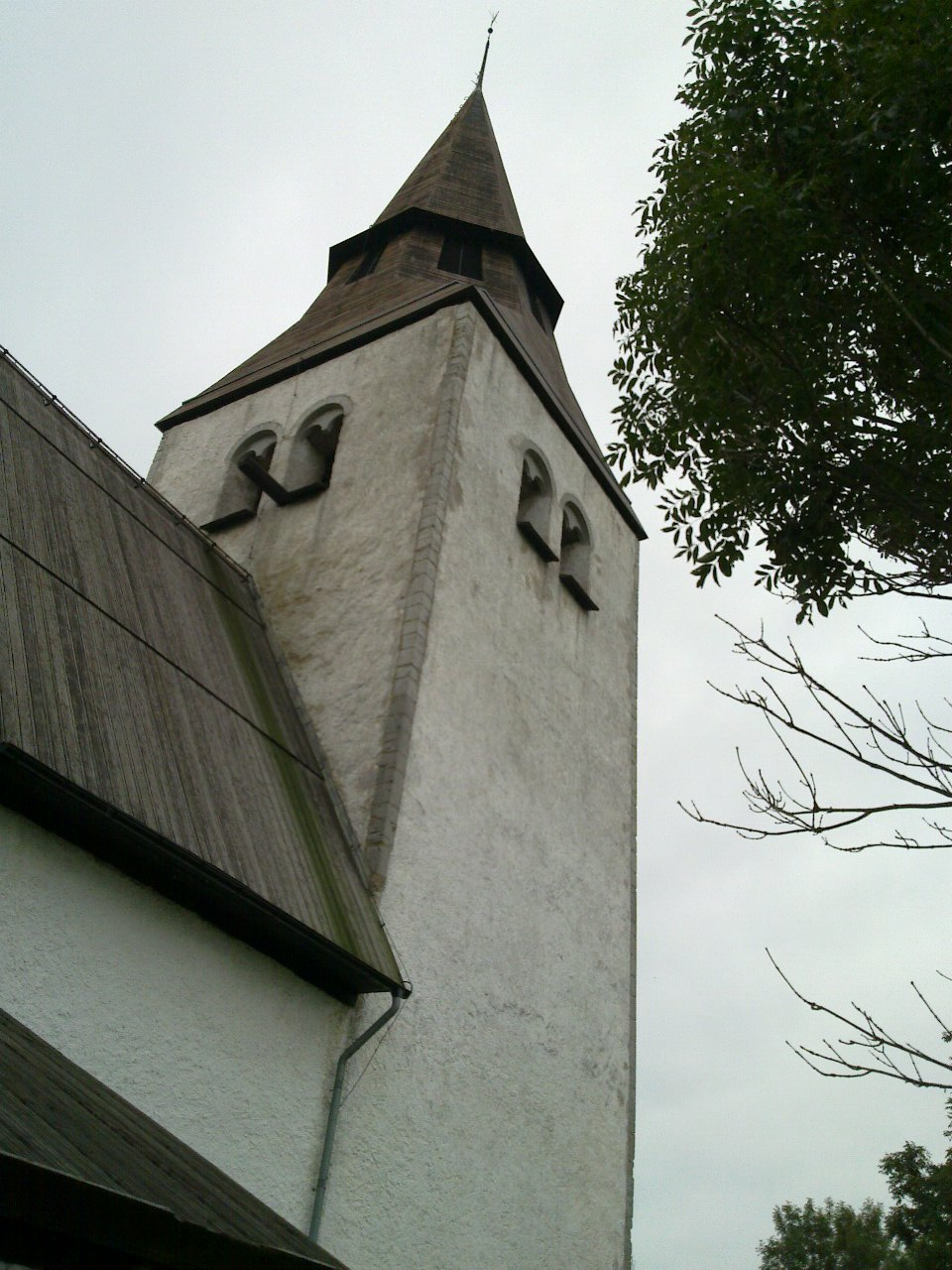
Kirche von Anga
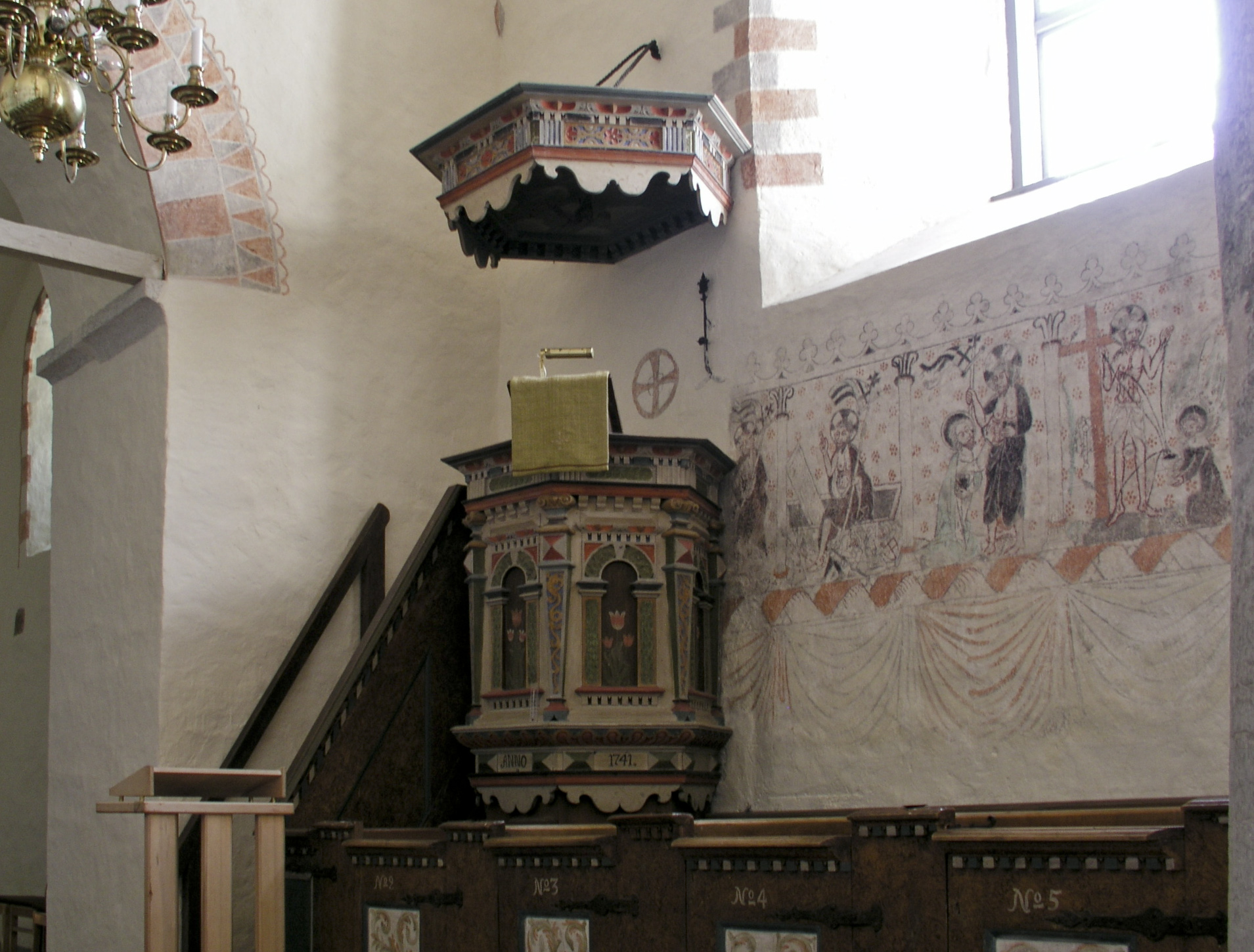
Kanzel
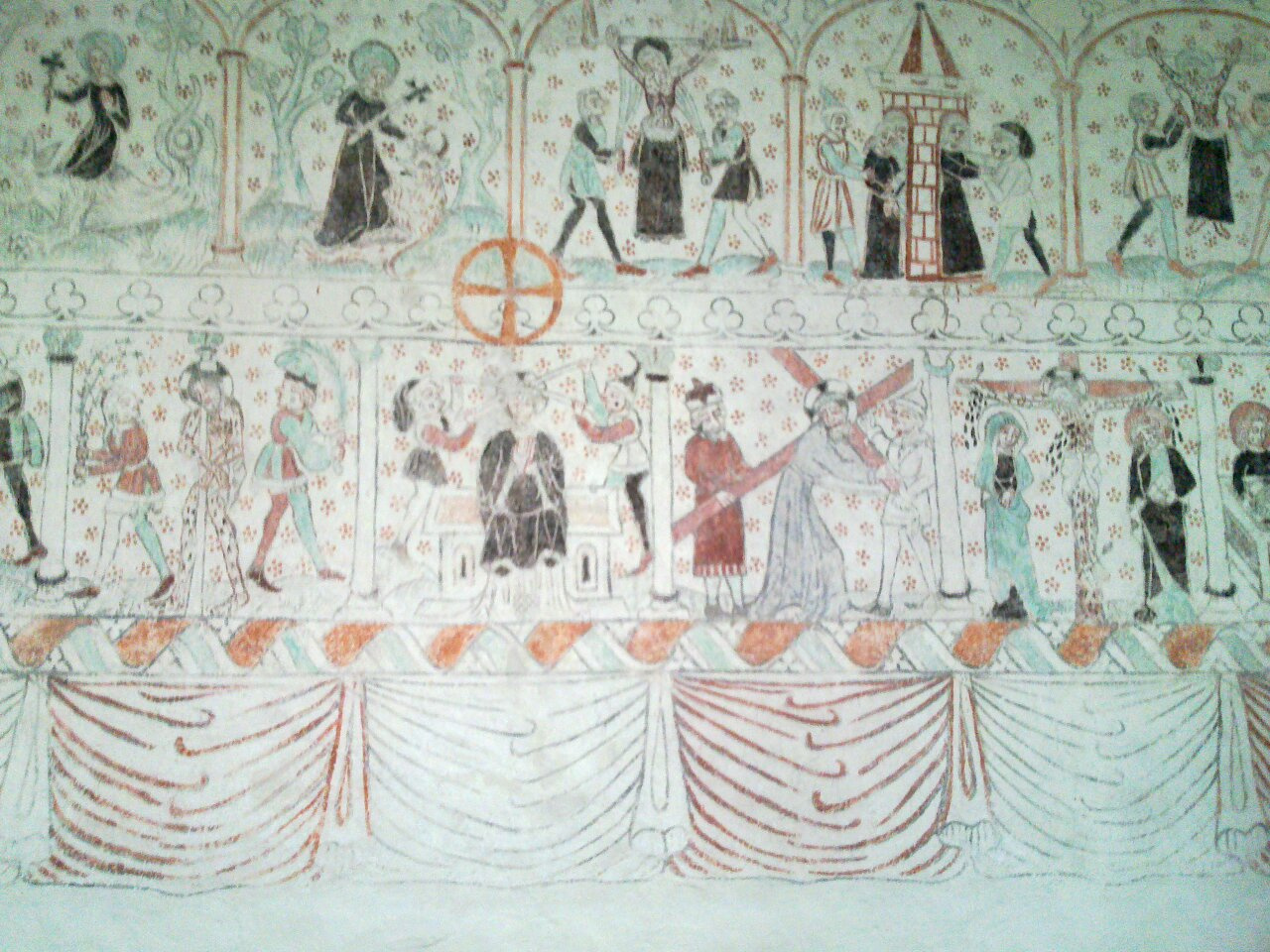
Wandmalerei
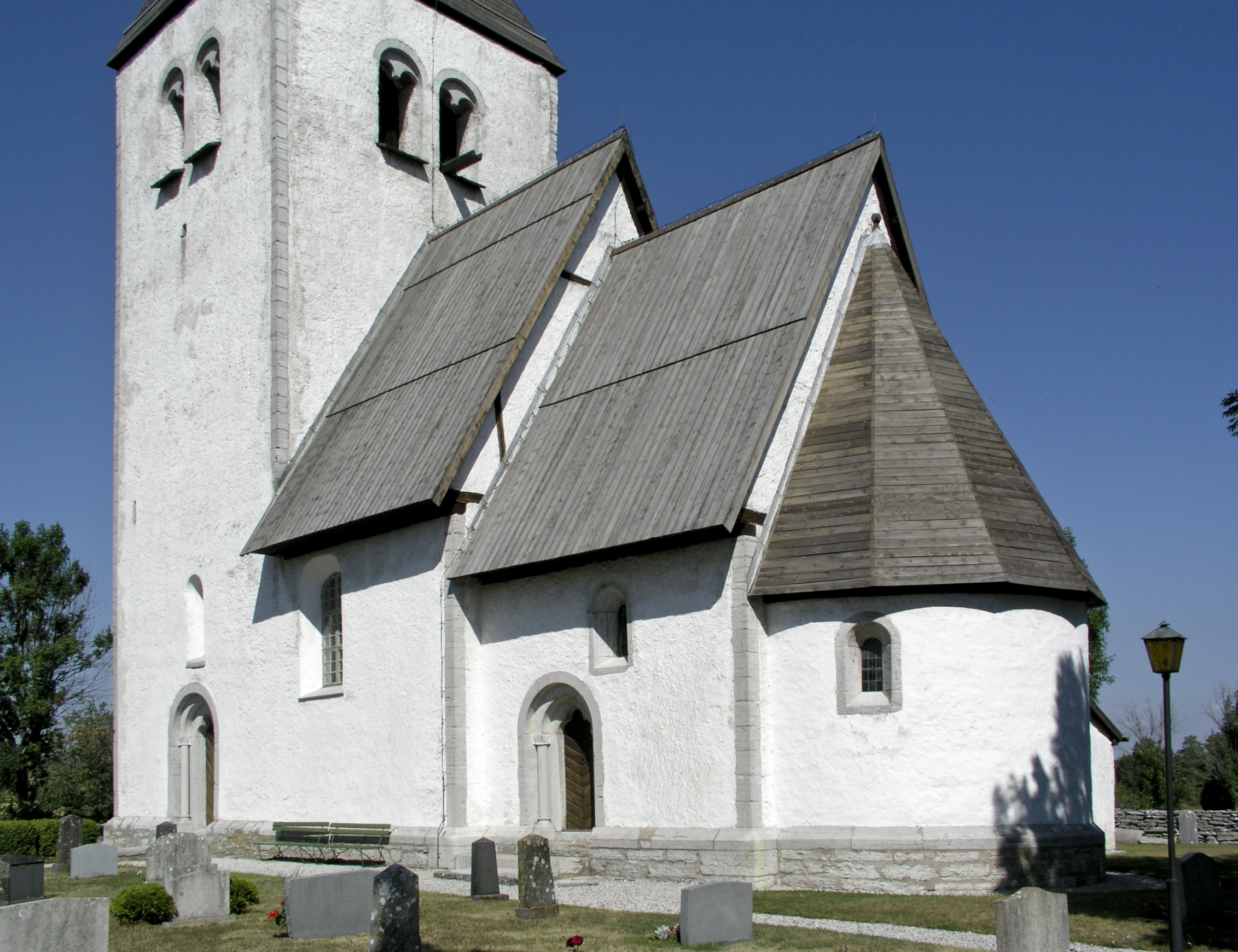
Kirche von Anga

## Wandmalereien
Die Kirche besitzt einen der besterhaltenen mittelalterlichen Kirchenräume Gotlands. Hierzu tragen insbesondere die aus zwei Epochen stammenden farbenprächtigen Kalkmalereien bei, die bei Restaurierungsarbeiten in den Jahren 1946–47 zutage kamen.
- Die älteren Wandmalereien vom Ende des 13. Jahrhunderts im Gewölbe des Schiffs sind in der Hauptsache ornamental und signiert. Der Maler Halvard steht in einer Donationsinschrift in Runen am Triumphbogen. Die längere Inschrift in gleicher Ausformung an der Nordwand des Langhauses ist in Runen in altgotländischer Sprache abgefasst. In der Inschrift werden die Bauern der Gemeinde aufgezählt, die mit Ochsen-Fuhrwerken beim Bau der Kirche halfen.
- Die Malereien aus der Mitte des 15. Jahrhunderts gehören zum umfangreichen Werk des Passionsmeisters. Im Westen wird die Kindheit Christi dargestellt, im Norden die Passionsgeschichte und darüber die Legende der Hl. Margaretha. Im Süden folgen eine Reihe Apostel, eine Seelenwägung und eine Darstellung des Hl. Bernhard von Siena.

## Ausstattung
Die einfache Taufe aus Kalkstein steht im Westteil des Kirchenraumes. Sie wird in die zweite Hälfte des 13. Jahrhunderts datiert. Der Grabstein mit Runeninschrift im Boden des Chores südlich vom Altar stammt vermutlich ebenfalls aus dem 13. Jahrhundert. Auf dem Hochaltar der Apsis steht ein gut erhaltener Flügelaltar aus der zweiten Hälfte des 14. Jahrhunderts, der dem von Gammelgarn gleicht. Das Triumphkruzifix stammt aus dem 15. Jahrhundert. Die Kanzel ist eine Arbeit aus dem späten 17. Jahrhundert. Sie wurde laut Inschrift im Jahre 1741 bemalt. Das gut erhaltene, einheitliche Gestühl stammt vom Beginn des 18. Jahrhunderts und wurde 1748 bemalt.
In der Kirche befinden sich die Runensteine G 119 von 1280, der Auskunft darüber gibt, welche Bauern an der Errichtung der Pfarrkirche in Anga mitwirkten, und G 120, der den Maler der Wandbilder nennt.
Der Kirchenraum wurde 1946–47 nach Plänen des Architekten Erik Fant einer umfassenden Restaurierung unterzogen. Eine äußere Restaurierung erfolgte im Jahr 1983.